# Graphephorum melicoides
Graphephorum melicoides là một loài thực vật có hoa trong họ Hòa thảo. Loài này được (Michx.) Desv. mô tả khoa học đầu tiên năm 1810.

## Hình ảnh

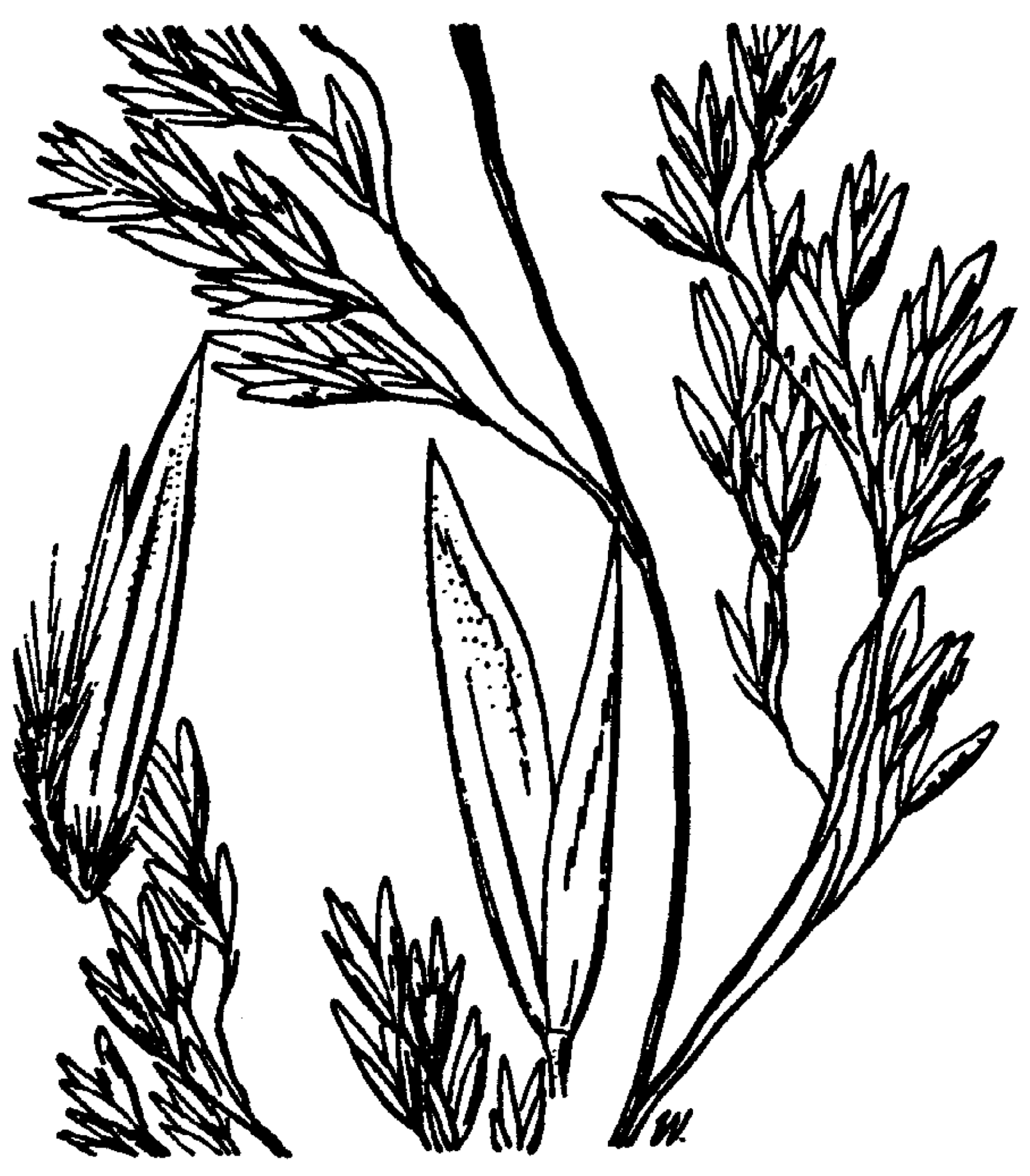